# Der Tote am Strand
Der Tote am Strand ist ein Kriminalfilm des Regisseurs Martin Enlen aus dem Jahr 2006. Die Literaturverfilmung basiert auf dem Roman Rosas Rückkehr der Schriftstellerin Barbara Krohn. In der Hauptrolle verkörpert Silke Bodenbender die Tochter Rosa des patriarchisch geprägten Vaters Friedrich Liebmann (Hans Peter Hallwachs), die in jungen Jahren in die USA auswandert und erst nach Deutschland zurückkehrt, als ihr Vater seinen 70. Geburtstag hat.

## Handlung
Rosa leidet in jungen Jahren, ebenso wie ihre Geschwister, unter dem Druck und der Erniedrigung ihres Vaters, der selbst kaum Freunde hat, da er einen besonders herrschsüchtigen Charakter besitzt. Als sie diesem Druck nicht mehr standhalten kann, wandert sie in die USA aus, um dort endlich ein neues, von allen unschönen Erinnerungen aus ihrer Kindheit befreites, Leben zu beginnen.
Als nach über einem Jahrzehnt der Tag naht, an dem ihr Vater seinen 70. Geburtstag feiern wird, beschließt sie, zurück nach Deutschland zu kommen und sich mit ihm über all ihre Erlebnisse mit ihm, gemeinsam auszusprechen. Des Weiteren hat sie dabei im Sinn, endlich einen Frieden mit ihm schließen zu können und all die Erniedrigungen, die ihr von seiner Seite aus widerfahren sind, zu vergessen.
Es kommt jedoch anders: In Deutschland angekommen, findet Rosa ihren Vater tot auf, leblos sitzt er in einem Strandkorb, eine Kugel traf ihn mitten ins Herz, er wurde erschossen. Da werden Rosa plötzlich all die Verfehlungen, die ihr Vater in seinem Leben nicht nur gegenüber seinen eigenen Kindern begangen hat, schlagartig klar. Ein Vater, der beispielsweise eine Katze vor den Augen seiner Tochter ertränkt oder seinem Sohn die Kündigung schickt, seine andere Tochter zu einem Schwangerschaftsabbruch zwingt und seine Schwiegersöhne allesamt als „Waschlappen“ bezeichnet, so ein Mensch hat im Laufe seines Lebens wahrscheinlich mehr Feinde als Freunde angesammelt und es scheint klar zu sein, dass der Mörder, angesichts dieser Umstände, aus der Familie kommen muss.
Zunächst gerät auch Rosa unter Verdacht. Außerdem stellt sich heraus, dass der Vater ein Verhältnis mit Liselotte Petersen hatte, mit der er sich immer samstags traf. Die Mutter wiederum hat ein heimliches Verhältnis mit dem Fahrlehrer Carl. Am Tattag war Carl auch am Strand unterwegs und hat beobachtet, wie Ole seinen Schwiegervater im Handgemenge erschoss. Durch einen Brief von Rosa hatte er am Tag zuvor erfahren, dass seine Frau Regina vor 15 Jahren von ihrem Vater zu einer Abtreibung gezwungen wurde, woraufhin ihre Ehe kinderlos blieb. Ole hat daraus die falschen Schlussfolgerungen gezogen und Friedrich Liebmann erschossen. Als er als Täter ermittelt wird, stürmt Ole nach Hause zu Regina und holt die Tatwaffe aus dem Versteck. Rosa kommt dazu und versucht noch, ihre Schwester zu schützen, indem sie angibt, Ole hätte sich selbst getötet. Regina gibt jedoch diese Tat zu und wird abgeführt.

## Produktionsnotizen
Relevant Film produzierte den Film im Auftrag für das ZDF und Arte. Romano Ruhnau war der Standfotograf, Su Proebster war für die Filmbauten verantwortlich, und Heta Mantscheff für das Casting. Die Dreharbeiten begannen am 27. September 2005 und endeten am 31. Oktober desselben Jahres. Die Drehorte waren Hamburg und Heiligenhafen.

## Erscheinungstermine
Der Tote am Strand wurde auf dem Filmfest Hamburg am 10. Oktober 2006 erstmals gezeigt. Die TV-Erstausstrahlung fand am 1. Dezember desselben Jahres auf Arte statt.

## Kritiken
Die Programmzeitschrift TV Spielfilm meint, dass der Film eine „[t]op besetzte Familientragödie […] vor Ostseekulisse [ist.]“. Das Fazit lautet: „Stark gespielter Krimi mit Salzwasserflair“.
Rainer Tittelbach ist der Ansicht, dass in dem Film hochkarätige Darsteller zum Einsatz kommen und der Regisseur sein ganzes Können im Dramenfach unter Beweis gestellt hat.
Kino.de konstatiert, dass Der Tote am Strand geradezu „verschwenderisch“ mit hochwertigen Darstellern besetzt wurde, und dass selbst kleinere Rollen mit herausragenden Schauspielern besetzt wurden.